# トゥワイス・ア・ウーマン
『トゥワイス・ア・ウーマン』（蘭: Twee vrouwen, 英: Twice a Woman）は、1979年に製作されたオランダの映画。日本では劇場未公開。

## キャスト
- アルフレッド：アンソニー・パーキンス
- ローラ：ビビ・アンデショーン
- シルヴィア：サンドリーヌ・デュマ
- エリック：チャールズ・ゴームリー
- クリス・ロメ